# كانون 1 دي
كانون 1 دي (بالإنجليزية: Canon EOS 1D)‏ هي كاميرا احترافية 4 ميجا بيكسل من إنتاج شركة كانون وقد طرحت في السوق في نوفمبر 2001